# Montefalco
Montefalco är en ort och kommun i provinsen Perugia i Umbrien i centrala Italien.  Kommunen hade 5 535 invånare (2018). Montefalco är bland annat känt för sina viner gjorda av sagrantinodruvor. 